# Live aus Berlin

Live aus Berlin est l'enregistrement d'un concert du groupe de metal allemand Rammstein donné au Wuhlheide, à Berlin les 22 et 23 août 1998. Il est sorti le 30 août 1999 en CD, le 13 septembre 1999 en VHS et le 26 novembre 1999 en DVD.
Les différentes éditions sont les suivantes :
- CD (15 pistes)
- 2 CD édition limitée (18 pistes + contenu multimedia)
- VHS/DVD censurés (sans Bück dich)
- VHS non-censurée (avec Bück dich)

## Certifications

### Album
- Allemagne
  - Disque d'Or x1 (250 000 ventes)
- Suisse
  - Disque d'Or x1 (25 000 ventes)

### Album Vidéo
- Allemagne
  - Disque d'Or x3 (75 000 ventes)
- États-Unis
  - Disque d'Or x1 (50 000 ventes)
- Danemark
  - Disque d'Or x1 (20 000 ventes)
- Australie
  - Disque d'Or x1 (7 500 ventes)
- Suisse
  - Disque de Platine x1 (6 000 ventes)

## Liste des titres
1. Spiel mit mir - 6:20
2. Herzeleid - 3:58
3. Bestrafe mich - 3:50
4. Weißes Fleisch - 4:37
5. Sehnsucht - 4:25
6. Asche zu Asche - 3:25
7. Wilder Wein - 5:57
8. Klavier - 4:50
9. Heirate mich - 7:47
10. Du riechst so gut - 5:25
11. Du hast - 4:34
12. Bück dich - 6:00
13. Engel - 6:44
14. Rammstein - 5:43
15. Tier - 3:43
16. Laichzeit - 5:14
17. Wollt ihr das Bett in Flammen sehen ? - 6:23
18. Seemann - 9:56